# Savina Geršak
Savina Geršak (Črna na Koroškem, 29 dicembre 1961) è un'attrice slovena.

## Biografia
Savina Gersak inizia la sua carriera come modella e diventa attrice agli inizi degli anni '80, recitando sia per produzioni nella Ex-Jugoslavia che in Italia dove possiamo citare la partecipazione nel film commedia Il diavolo e l'acquasanta (1983) di Bruno Corbucci. In seguito si specializzerà in film di avventura e d'azione avendo sempre il ruolo della protagonista. Nel 1990 è la principale interprete femminile del film statunitense Sulla strada, a mezzanotte, diretto da Bob Bralver, dove recita al fianco di Michael Dudikoff, Mark Hamill,  e Robert Mitchum.  In seguito lascia la carriera di attrice per diventare nel 2000 una psicoterapeuta a Roma.

## Filmografia

### Cinema
- Smrt gospodina Goluže, regia di Živko Nikolić (1982)
- Il diavolo e l'acquasanta, regia di Bruno Corbucci (1983)
- Cudo nevidjeno, regia di Živko Nikolić (1984)
- Lone Runner - Lo scrigno dei mille diamanti, regia di Ruggero Deodato (1986)
- Iron Warrior, regia di Alfonso Brescia (1987)
- U ime naroda, regia di Živko Nikolić (1987)
- Odpadnik, regia di Bozo Sprajc (1988)
- Afganistan - The Last War Bus, regia di Pierluigi Ciriaci (1989)
- Il dono del silenzio, regia di Robert Martin Carroll (1989)
- Curse II: The Bite, regia di Federico Prosperi (1989)
- Il treno (Beyond the Door III), regia di Jeff Kwitny (1989)
- Soldier of Fortune (Soldato di ventura), regia di Pierluigi Ciriaci (1990)
- Sulla strada, a mezzanotte (Midnight Ride), regia di Bob Bralver (1990)
- Pripovedke iz medenega cvetlicnjaka - miniserie TV (1991)